# Caryophyllia abyssorum
Espèce
Statut CITES
Caryophyllia abyssorum est une espèce de coraux appartenant à la famille des Caryophylliidae.